# Jacob Huysmans

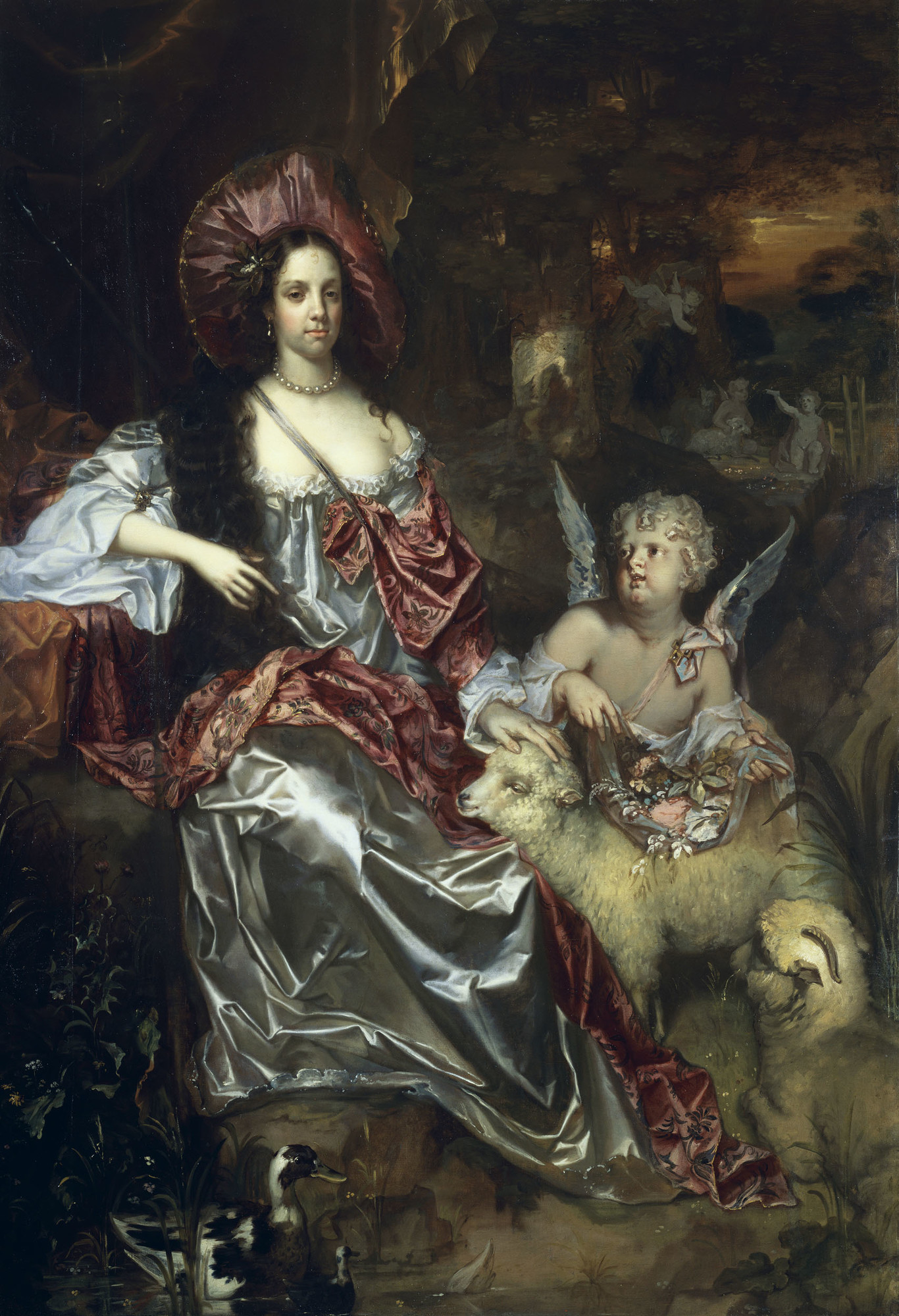
Huysmansův portrét anglické královny Kateřiny z Braganzy

Jacob Huysmans (1633–1696, Londýn) byl vlámský portrétní malíř, který se po svém příchodu do Anglie stal jedním z nejmódnějších umělců na dvoře anglického krále Karla II. Jeho nejznámějšími obrazy jsou portréty Izaaka Waltona a manželky Karla II., královny Kateřiny z Braganzy (oba jsou vystaveny v Národní galerii v Londýně).

## Život
Jacob Huysmans byl žákem Gilles Backereela a Frans Wouterse a do Anglie přišel patrně z Antverp. Jeho první díla byly napodobeniny prací Anthonis van Dycka. Jako římský katolík byl favorizován Kateřinou z Braganzy. Když Samuel Pepys (námořní ministr) navštívil 26. srpna 1664 jeho ateliér ve Westminsteru, vylíčil ho jako „malíře, který překonává Lillyho“ (Lely byl nejpopulárnější malíř portrétů v Anglii 2. poloviny 17. století). Huysmansův nejdůležitější portrét Kateřiny z Braganzy, „Královna Kateřina jako pastýřka“ z roku 1664, byl jedním z obrazů, ke kterým se vztahoval Pepysův výrok.
Jacob Huysmans zemřel v Jermyn Street v Londýně v roce 1696. Pochován byl v kostele sv. Jakuba na Piccadilly.